# Prínia ratllada
La prínia ratllada (Prinia striata) o prinia de Swinhoe és una espècie d'ocell passeriforme del gènere prinia que pertany a la família Cisticolidae.
Antigament es va agrupar amb la prínia estriada (P. crinigera) com a prínia estriada, però es va separar després d'un estudi publicat el 2019.

## Distribució
Es distribueix per la Xina continental i Taiwan. És simpàtric amb la P. crinigera a la província de Yunnan de la Xina.

## Subespècies
Hi ha tres subespècies conegudes:
- P. s. catharia, que va des del nord-est de l'Índia passant per Myanmar fins al centre-sud de la Xina.
- P. s. parumstriata, que es distribueix pel sud-est i el centre de la Xina.
- P. s. striata, que està restringit a Taiwan.[1][2]